# Karl May (1992)
Karl May ist eine sechsteilige deutsche Miniserie, die 1992 im ZDF ausgestrahlt wurde. Sie basiert auf Karl Mays Autobiographie „Ich“, die als Band 34 in den Gesammelten Werken Karl Mays erschien. Regie führte Klaus Überall.

## Handlung
Das Leben von Karl May (als Kind: Florian Knorn; als Jugendlicher: André Wiedner; als Erwachsener: Henry Hübchen), der in großer Armut aufwächst, bis zu seinem fünften Lebensjahr blind ist und viele Rückschläge hinnehmen muss, bis er seinen ersten Abenteuerroman veröffentlicht. Zu seiner Familie gehören sein Vater Heinrich August (Hanns-Jörn Weber), seine Mutter Christiane Wilhelmine (Petra Kelling) und die Großmutter (Evamaria Bath). Emma (Ulrike Mai) ist Karls erste Frau, nach der Scheidung heiratet er ihre Freundin Klara (Anne-Kathrein Kretzschmar).
Die Serie mit dreiviertelstündigen Folgen wurde anlässlich des 150. Geburtstags des Dichters gedreht. Sie lief samstags am Vorabend.

### Kindheit (1842–1856)
In seiner „Villa Shatterhand“ in Radebeul berichtet Karl May im März 1912, kurz vor seinem Tod, einem Journalisten vom Wiener Tageblatt aus seinem Leben. In Rückblenden erfährt man, dass der populärste deutschsprachige Autor 1842 in ärmlichen Verhältnissen als Sohn eines Webers und einer Hebamme in dem Städtchen Ernstthal (Hohenstein-Ernstthal) bei Chemnitz geboren wurde. Bis zu seinem fünften Lebensjahr ist er blind, und von seinen 13 Geschwistern sterben neun schon im Kleinkindalter; nur drei Schwestern wachsen mit ihm auf. In Dresden wird Karl operiert. Der strenge Vater will, dass sein einziger Sohn „etwas Besseres“ wird. Nicht selten handgreiflich bleut er ihm das Wissen ein. Privatunterricht muss er sich als Kegeljunge verdienen. In den Pausen im Wirtshaus-Hinterzimmer schmökert er in Abenteuerromanen. Seine ohnehin blühende Phantasie wird auch von Märchen, die seine Großmutter erzählt, und von Anekdoten über blutrünstige Indianer und rachedurstige Beduinen beflügelt.
Für die Rolle des so komplexen Charakters Karl May fiel die Wahl auf Henry Hübchen, zu Drehbeginn 1990 Schauspieler an der Ost-Berliner Volksbühne. Besonders gereizt hat den damals 40-Jährigen die Aufgabe, sowohl den jungen als auch den alten Karl May zu verkörpern.
Gedreht wurde an den Schauplätzen, die Mays Leben prägten: im Erzgebirge, wo er geboren wurde und seine Jugend verbrachte, sowie in Dresden und Umgebung, wohin er später übersiedelte.

### Seminar und Lehrzeit (1856–1862)
Mit 14 Jahren, nach seinem Schulabschluss, schicken die Eltern Karl May auf ein Seminar nach Waldenburg. Lehrer soll der einzige Sohn werden, „etwas Besseres“ als die armen Weber. Auf dem streng geführten Seminar ist Karl als Armeleutekind sofort der große Außenseiter. Er wird von Mitschülern und Lehrern schikaniert und zieht sich in die Welt seiner Phantasie zurück, schreibt erste Geschichten. Eine erste Anstellung als Hilfslehrer an der Mädchenschule in Glauchau dauert kaum 14 Tage, dann ertappt ihn sein Vermieter mit dessen junger Frau. Die Folge: Rausschmiss – auch an der Schule. Die nächste Anstellung an einer Fabrikschule in Altchemnitz findet bereits unter Vorbehalt statt. Schon bald gerät er unter sehr mysteriösen Umständen mit dem Gesetz in Konflikt. Sein Weg in die Kriminalität beginnt.

### Vagabunden- und Haftzeit (1862–1874)
Karl May hat sechs Wochen im Chemnitzer Gefängnis zugebracht, weil er angeblich die Taschenuhr eines Mitbewohners unrechtmäßig benutzt hat. Daraufhin wird ihm untersagt, weiterhin als Lehrer zu unterrichten. Zunächst schlägt er sich noch mit dem Vortrag eigener Gedichte und als Chorleiter durch, doch bald beginnt er mit Hochstapeleien und Diebstählen. Als falscher Arzt untersucht er einen Kranken und schreibt ein (richtiges) Rezept aus, in Chemnitz erschwindelt er Pelze, und als er auch in Leipzig mit einem simplen Trick einen teuren Pelzmantel ergaunern will, wird er geschnappt und zu vier Jahren Haft im Zuchthaus Zwickau verurteilt, aus dem er wegen guter Führung vorzeitig entlassen wird.

### Redakteur und Schriftsteller (1874–1882)
Karl May hat als Wiederholungstäter wegen Betrügereien vier Jahre im Zuchthaus gesessen. Als er entlassen wird, ist er 32 Jahre alt. Siebeneinhalb davon hat er hinter Gittern verbracht. Erste schriftstellerische Versuche sind in dieser Zeit entstanden, und Heinrich Münchmeyer, ein Dresdner Kolportage-Verleger, ist auf ihn aufmerksam geworden. Er bietet ihm an, bei ihm als Redakteur zu arbeiten; May greift freudig zu und geht in die sächsische Hauptstadt. Da er jedoch in seiner Heimatstadt Ernstthal unter Polizeiaufsicht steht, muss er dorthin zurück, führt aber seine Geschäfte aus seinem Elternhaus weiter. Er verliebt sich in die 14 Jahre jüngere Emma Pollmer, die bei ihrem Großvater, einem Barbier in Ernstthal lebt. Gegen dessen Willen zieht die Lokalschönheit zu ihm nach Dresden, wo sie das Großstadtleben in vollen Zügen genießt, während May sich abrackern muss, um durch Schriftstellerei das nötige Geld herbeizuschaffen. Als der Großvater Emmas 1880 stirbt, heiratet May sie – ein Schritt, den er noch oft bereuen sollte.

### Jahre des Erfolges (1882–1899)
Ab 1882 verfasst Karl May mehrere Kolportage-Romane. In den nächsten Jahren legt er den Grundstein für seinen Ruhm durch Reiseerzählungen in Ich-Form, in denen er seine berühmten Helden Winnetou, Hadschi Halef Omar und andere kreiert. Seinen endgültigen Durchbruch verdankt er der Initiative des Freiburger Verlegers Fehsenfeld. Der gibt die in Fortsetzungen erschienenen Erzählungen als „Gesammelte Reiseromane“ heraus. Bis zur Jahrhundertwende erscheinen 27 Bände. Im Jahre 1896 erwirbt May in Radebeul bei Dresden ein Haus, nennt es „Villa Shatterhand“ und stattet es mit exotischem Mobiliar aus. Zum Wohlstand kommt die Berühmtheit. Leser und Presse halten ihn für einen weit gereisten, gelehrten Weltbürger. Seine enorme Popularität ist der Anfang vom Untergang Karl Mays, denn man befasst sich nun genauer mit ihm. So beginnt der Chefredakteur der Zeitschrift „Sachsenstimme“, Rudolf Lebius, Mays Vergangenheit zu recherchieren.

### Der „Schund- und Schmutzliterat“ (1899–1912)
Es kriselt in der Ehe von Karl und Emma May. Die Witwe eines Freundes, Klara Plöhn, zieht in die „Villa Shatterhand“ und führt die umfangreiche Korrespondenz des Schriftstellers. Auf einer Reise mit den beiden Frauen nach Tirol trennt sich Karl endgültig von Emma. Am 14. Januar 1903 wird May geschieden. Schon zwei Wochen später heiratet er Klara. Er ist ein anderer geworden, sehr zum Missfallen seines Verlegers Fehsenfeld, der verzweifelt ist, dass May keine Abenteuer-Romane mehr schreiben will. Dafür soll ein Gedichtband unter dem Titel „Himmelsgedanken“ herausgebracht werden. Weihnachten 1904 beginnt der Redakteur Lebius, die Vorstrafen Mays publik zu machen. Vor allem die katholische Presse greift diese Enthüllungen auf. Die letzten sieben Jahre seines Lebens ist er vorwiegend damit beschäftigt, den Schaden, der ihm aus den Verleumdungen und Enthüllungen entsteht, durch Prozesse und Gegendarstellungen zu begrenzen. Er erlebt, wie Herkunft und Vergangenheit, denen er mit Mühe entkommen zu sein schien, ihn einholen und seine erlangte Bürgerlichkeit zu vernichten drohen.

## Kritik
„Sorgfältig ausgewählt die Schauplätze und Requisiten, stimmig die Biographie des Shatterhand“

„Das ZDF hat mit dieser Produktion Ungewöhnliches am Vorabend platziert: eine nicht nur sorgfältige, sondern auch stimmige biographische Geschichte, an Originalschauplätzen.“

„Eine gelungene Produktion! Das ZDF hat sich wirklich alle Mühe gegeben und in über 5 Stunden Karl Mays Leben detailliert dargestellt, ist dabei jedoch sehr neutral vorgegangen. Anders als in anderen Produktionen wird Karl May hier nicht nur als das Opfer, sondern auch als Täter dargestellt, der am Verlauf seines Lebens nicht ganz unschuldig war.“

„‚Karl May‘ – Der erfolgreichste deutsche Schriftsteller aller Zeiten. Karl Mays privates und berufliches Leben wird hier chronologisch in sechs Teilen präsentiert. Die entscheidende Frage ist nun: Wie weit entspricht der komplette Film der tatsächlichen Realität? Diese Frage bleibt wohl ungeklärt ...Trotzdem eine faszinierende Serie und damit sehr empfehlenswert.“

## Weiterführende Informationen
Literatur
- Michael Petzel: Karl-May-Filmbuch, Bamberg/Radebeul: Karl-May-Verlag 1998, 2., veränderte Auflage, 1999, ISBN 978-3-7802-0153-9.

Weblinks
- http://www.karl-may-filme.de/fern/tv-11.html
- Karl May bei Fernsehserien.de

Belege
1. ↑  https://www.imdb.com/name/nm3505511/
2. ↑  https://www.imdb.com/name/nm0927319/
3. ↑  http://www.agenturmagnolia.de/schauspielerseiten/frauen/Stange.php
4. ↑  https://www.filmeule.com/schauspieler/584-anne-kathrein-kretzschmar/
5. ↑  http://www.theaterkonstanz.de/tkn/theater_und_menschen/gaeste/04706/index.htm
6. 1 2  https://www.amazon.de/Karl-May-Grosse-Geschichten-DVDs/dp/B009YYUQP2
7. 1 2  http://www.karl-may-filme.de/fern/tv-11.html